# Euphorbia cedrorum
Euphorbia cedrorum — вид рослин із родини пухирникових (Lentibulariaceae).

## Біоморфологічна характеристика
Цей вид є невеликим деревом до 3–4 метрів.

## Середовище проживання
Ендемік Мадагаскару. Він обмежений плато Махафалі на південь від Толіари в провінції Толіара.
Зростає на сухому колючому чагарнику з Adansonia rubrostopa, Alluaudia comosa, Didierea madagascariensis і Euphorbia fiherenensis на вапняку на висоті 100–200 метрів.